# Enough (EP)
Enough é um extended play de debut do grupo masculino chinês Boy Story. O EP foi lançado digitalmente e fisicamente no dia 21 de setembro de 2018 pela JYP Entertainment e Tencent. É composto por cinco faixas.

## Lista de músicas
Créditos adaptados do Melon
| N.º            | Título         | Letras         | Música         | Arranjo        | Duração |  |
| 1.             | "How Old RU"   |                |                |                | 3:31    |  |
| 2.             | "Can’t Stop"   |                |                |                | 3:34    |  |
| 3.             | "Jump Up"      |                |                |                | 3:55    |  |
| 4.             | "Handz Up"     |                |                |                | 3:08    |  |
| 5.             | "Enough"       |                |                |                | 3:23    |  |
| Duração total: | Duração total: | Duração total: | Duração total: | Duração total: | 16:51   |  |